# Lawinenpfeife

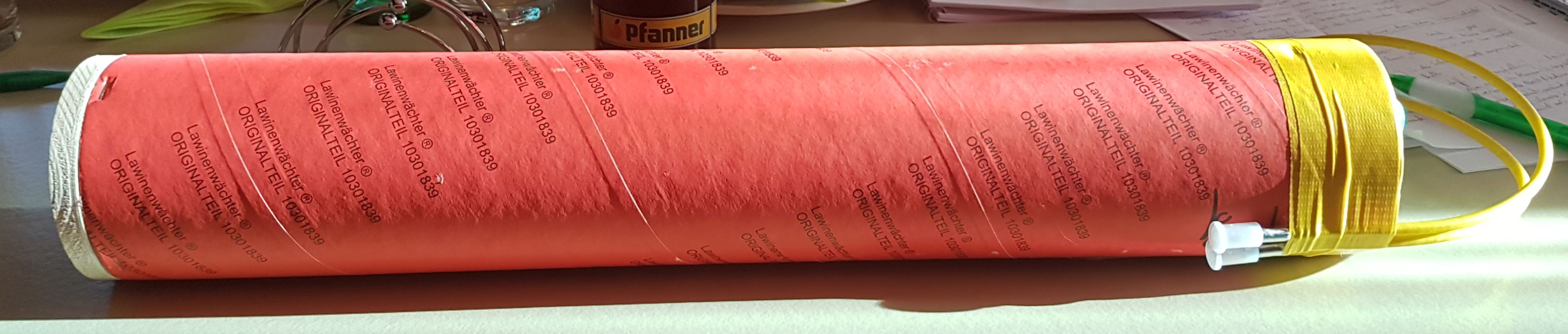
Sprengladung zum Auswurf fertig konfektioniert

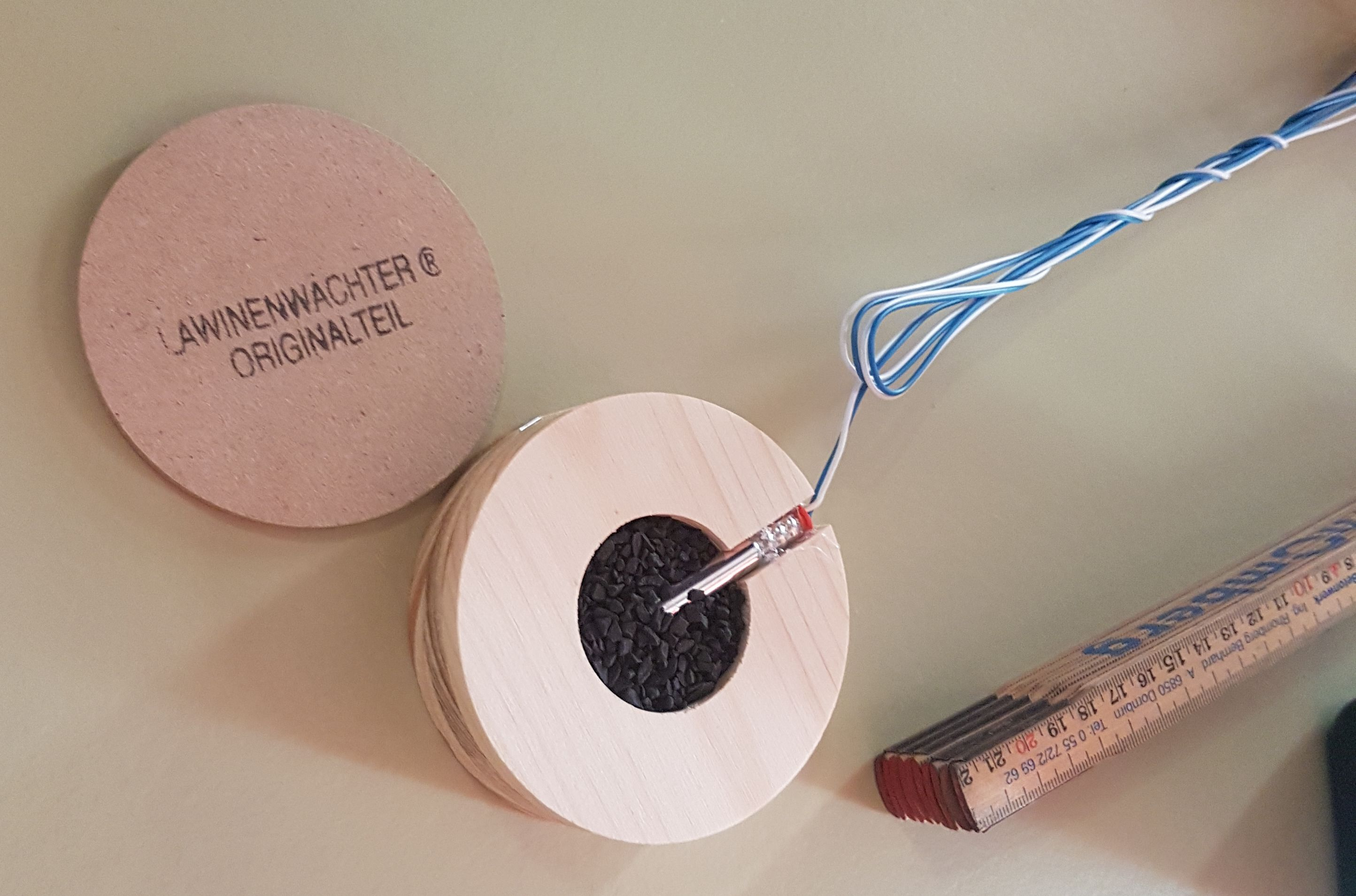
Offener Treibladungsbecher mit Schwarzpulver und elektrischem Brückenzünder

Eine Lawinenpfeife (Markenname auch: Booster 250 bzw. Mörser 5400) ist eine mobile oder stationäre Einzelwurfanlage für Sprengstoff zur Lawinenauslösung. Die Ladung einer Lawinenpfeife kann bis zu 250 Meter weit ausgeworfen werden (nach manchen Herstellerangaben bis 400 Meter). In der Praxis sind etwa 150 bis 200 Meter Wurfweite realistisch.

## Funktion
Die Wurfanlage besteht aus einem Rohr und nimmt direkt eine Sprengstoffpatrone (z. B. SYTAMIT 1) auf. Diese wird durch einen Schwarzpulver-Treibsatz (pyrotechnisch) aus dem Rohr ausgeworfen. Beim Ausstoß aus dem Rohr werden zwei Abreißanzünder gezogen und die daran befindliche Sicherheitsanzündschnur gezündet (redundante Zündung). Mit der Menge der Ausstoßladung, der Neigung des Rohres, dies im Verhältnis zum Gewicht der Sprengstoffpatrone, wird die Wurfweite variiert. Die Wurfweite beträgt bei einer Sprengstoffpatrone von 2,5 kg maximal 250 Meter. In Österreich wird die Lawinenpfeife mit Sprengstoffpatronen bis 2,5 bzw. 5,0 kg in der Schweiz bis 2,7 bzw. 5,4 kg je Rohr beladen. Eine stationär installierte Lawinenpfeife wird auf zuvor vorgegebene Ziele (Abrisszonen von Lawinen) eingeschossen (eingestellt) und kann daher auch ohne Sichtkontakt und bei schlechter Witterung betrieben werden. Die mobile Lawinenpfeife kann nur bei Sichtkontakt zum Zielpunkt betrieben werden, zudem muss ein sicherer Zugang zum Einsatzort und auch ein Fluchtweg vorhanden sein. Die Ladungen der Lawinenpfeife zünden auf der Schneedecke. Zu Auslösepunkthöhe, Sprengstoffe und Sprengstoffmenge sowie Zündung des Sprengstoffes siehe: Lawinenauslösung durch Sprengstoff und Künstliche Lawinenauslösung.

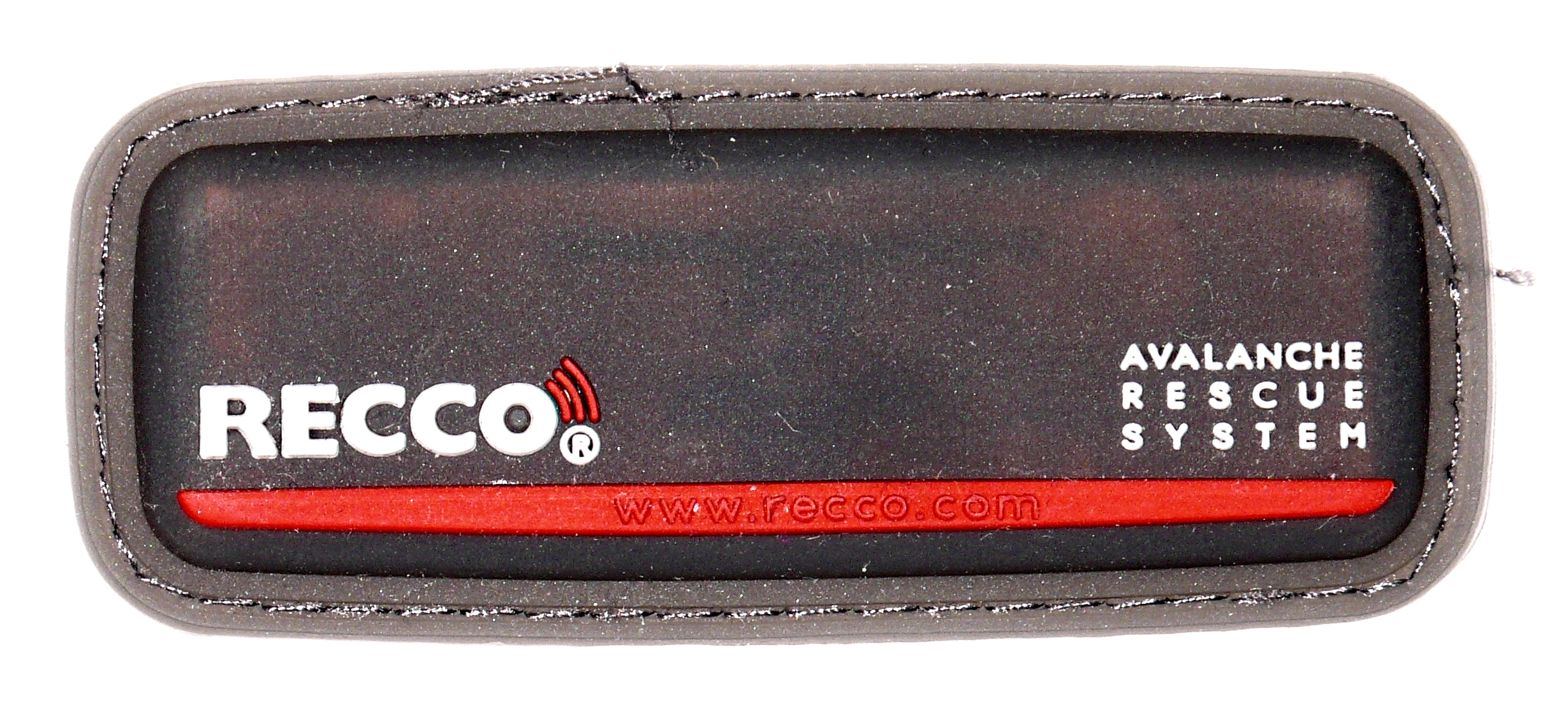
RECCO-Streifen

Die neben dem Sprengstoff verwendeten Bestandteile einer Ladung zum Abschuss aus dem Lawinenpfeife bestehen fast durchwegs aus verrottbarem Material, wie z. B. Holz. Jede Ladung wird mit einem RECCO-Streifen zur leichteren Auffindung von Versagern ausgestattet, da ein Abrutschen eines Versagers (Blindgängers) auf der Schneedecke möglich ist. Dies ist, wie bei der Lawinensprengung von Hand, ein Nachteil dieses Systems, da es optimal wäre, wenn die Sprengladung 0,5 bis 3 Meter über der Schneedecke detonieren würde, um den Detonationsdruck voll auszuschöpfen.
Mobile Anlagen können auf Pistenraupen, Schneemobilen, Schlitten, Straßenfahrzeugen aller Art aufgebaut werden. Mehrere Rohre, wie sie ähnlich bei der Lawinenpfeife verwendet werden, zusammengefasst, werden als Lawinenwächter bezeichnet, und solche Wurfanlagen werden stationär auf Masten betrieben.
Die Bedienung der Anlage erfordert in Österreich und der Schweiz eine besondere Zusatzausbildung für Sprengberechtigte. Nur eine Einschulung ist unzureichend. Die Zündung der Treibladung erfolgt elektrisch (Zündmaschine) vor Ort durch den Sprengberechtigten.

## Kosten
Die Kosten für einen Lawinenwächter belaufen sich pro mobilem Abschussrohr auf etwa 12.000 Euro, jeder Schuss selbst kostet etwa (ohne Aufwendungen für Bedienmannschaft, Absperrposten etc.) 60 Euro.

### Anordnungsbefugnis und Haftung
Die Anordnung eines Einsatzes von Sprengstoffen zur Lawinenauslösung für einen bestimmten Bereich trifft in der Regel die Lawinenkommission oder eine ähnliche Einrichtung. Ein Sprengberechtigter ist grundsätzlich nicht von sich aus befugt, Lawinensprengungen vorzunehmen. Im Hinblick auf die erteilte Durchführung der Sprengarbeit selbst hingegen, ist alleine der Sprengberechtigte verantwortlich und anordnungsberechtigt. Er bestimmt, wie und von wem der Sprengstoff und die Zündmittel transportiert werden, wie viel Sprengstoff eingesetzt wird, von wo aus die entsprechende Ladung zur Detonation gebracht wird, wie die Absperr- und Sicherungsmaßnahmen vorzunehmen sind, welche Personen ihn begleiten und wer die Sprengladung zündet etc.

### Detektion
Ob die Detonation und der Sprengerfolg eingetreten sind, wird bei mobilen Anlagen mit einer Sichtkontrolle und vorab durch händische Dokumentation aufgezeichnet.